# عملية اتخاذ قرار البيع
عملية اتخاذ قرار البيع هي عملية بيع رسمية تستخدمها الشركات لإدارة عمليات اتخاذ القرار الخاصة بأي عملية بيع. إن عملية اتخاذ قرار البيع (SDP) عبارة عن «سلسلة من الخطوات تتبعها بينما تقوم بإرشاد الزبائن المحتملين من أول التواصل الأولي حتى قيامهم بالشراء». تتضمن هذه الطريقة التخطيط لجدول زمني معين والأحداث الهامة في بداية عملية البيع، ويحدث كل منها بصورة داخلية مع العميل التجاري. يمكن إدارة هذه العملية باستخدام برنامج عملية اتخاذ قرار البيع (SDP) لأغراض معينة. يتيح برنامج SDP للعملاء والبائعين العمل بصورة تعاونية خلال دورة المبيعات بهدف إغلاق الصفقات الكبيرة/الطويلة بصورة أسرع. يتكامل نظام SDP بصورة مثالية مع البرنامج الذي يقوم بأتمتة بعض عمليات البيع (أتمتة قوة المبيعات) ويساعد في إدارة بيانات العميل (إدارة علاقات العملاء). يقوم برنامج SDP بإدارة عملية البيع بينما يقوم برنامج SFA وCRM بإدارة علاقات العملاء.

## نظرة عامة
يعتمد برنامج SDP على مفهوم الأتمتة المعتمدة على العميل ويحوله إلى المقدمة. يدرك البرنامج أنه لا يمكن للأعمال التجارية التحكم بالأفراد أو الفرق ولكنه يمكنه التحكم بعملية البيع في الشركة. ويتيح البرنامج للعملاء والبائعين للعمل بشكل تعاوني خلال دورة المبيعات. يعمل التعاون على دفع عملية البيع تجاه اتخاذ القرار النهائي، يمكن أن تحتوي خطوات برنامج SDP على:
- العروض التقديمية
- النسخ التجريبية
- التسوية من حاملي الأسهم
- اعتماد الميزانية
- حالات الأعمال التجارية
- دراسات الحالة
- الزيارات المرجعية
- مفاوضات العقود

تعد كل دورة بيع بصورة أساسية مشروعًا مع أبرز المراحل الأساسية والمهام وعمليات التسليم المرتبطة به التي تتطلب المشاركة والتعاون والإسهام من العديد من الأفراد من جانب كلٍ من العميل وعملية المبيعات.
وفقًا لخبراء صناعة تقنية المعلومات، قد يؤدي الاستثمار في البرامج الخاصة بعملية اتخاذ القرار إلى وجود فرق تنافسي في أي صناعة. تقول إحدى المقالات، التي تم نشرها في هارفارد بيزنس رفيو وكتبها أندرو ماكافي وإيريك برينجولفسون، بأن التنافس السوقي في الولايات المتحدة الأمريكية يتصاعد «ليس لزيادة المنتجات التي يتم التعامل معها رقميًا ولكن لزيادة العمليات التي يتم التعامل معها رقميًا. تمامًا مثلما يمكن تكرار صورة رقمية أو لوغاريتم البحث على الإنترنت بسرعة وبصورة لا متناهية وبدقة عن طريق نسخ البت المتضمن، يمكن نشر عملية الأعمال الخاصة بالشركة بدقة أكبر عبر المؤسسة عن طريق تضمينها في تكنولوجيا المعلومات الخاصة بالمؤسسة. نتيجة لذلك، يمكن لشخص مبتكر لديه طريقة أفضل للقيام بالأشياء بالسيطرة على إحدى الصناعات».

## مميزات برنامج SDP
تاريخيًا، يمكن إدارة عملية اتخاذ قرار المبيعات من خلال ممارسة المبيعات الشائعة لخطط الإغلاق أو خطط تقييم الحلول والتي تقوم بتمرير المعلومات في مستندات بصيغة إكسيل أو وورد للأمام وللخلف بين العميل والبائع. يؤدي هذا إلى خلق تحديات فيما يتعلق بـ التحكم بالإصدار، وإخفاء البيانات، وضعف الرؤية، ونقص المشاركة المثمرة 
مع برنامج SDP، يمكن للمستخدم أن يستفيد من:
1.	أسعار إغلاق أسرع وإغلاق أقل للمبيعات: بدلاً من التعبئة والملء وإرسال خطط إغلاق معتمدة على ملفات Excel أو Word، يمكن للمستخدمين تحديث برنامج SDP عبر الإنترنت. يمكن لبرنامج SDP أن ينشئ الأحداث الهامة وتعيين مهام وإرسال تذكيرات وتتبع تواريخ الإكمال، تتساوى دورة المبيعات الأضيق مع أسعار الإغلاق وتؤدي إلى خفض التكاليف الإجمالية للبيع.
2.	ميزة تنافسية: تدفع تكنولوجيا برنامج SDP إلى العمل التعاوني والوصول إلى كفاءات أكبر والحصول على تواصل أوضح خلال كل خطوة من دورة المبيعات مما يعطي الشركات معرفة أكبر بقدرتهم على التنافس.
3.	تواريخ إغلاق موثوق بها: يقدم برنامج SDP تعاونًا فعالاً بين العميل والبائع في كل خطوة من خطوات دورة المبيعات لخلق نقاط فحص مستمرة وتاريخ إغلاق متفق عليه وديًا.
4.	أحد طرق الوصول للحقيقة: بدلاً من تمرير خطط إغلاق مبنية على ملفات وورد أو إكسيل للأمام وللخلف والتي يمكن أن تعاني من التحكم بالإصدار وحقول المعلومات المشتتة - يقدم برنامج SDP وصولاً آمنًا معتمدًا على الإنترنت من أي المتصفح لعرض معلومات موحدة ومحدثة (تشمل مخططات جانت)عن حالة المبيعات. يقوم بتحديث التوقعات المعينة للعميل وإدارة المبيعات وفريق المبيعات الموسع بالكامل بدقة.

## العيوب
قد تحدث مشكلة في حالة قيام الشركة بتنفيذ نظام SDP جديد لا يضع منهجًا واقعيًا للمبيعات لرسم خريطة طريق للعملية، في حالة عدم تمكن فريق العمل من التعامل مع برنامج SDP كميزة، فلن يكون من المحتمل أن يقوموا بالتسوية للعملية واستخدام البرنامج بفعالية.

## إستراتيجيات التنفيذ
يوصي خبراء المبيعات والتسويق بأن تتحدث الشركات مع موظفي المبيعات الخاصين بهم وعملائهم للوصول إلى رؤية أعمق لتحقيق تنفيذ ناجح لنظام SDP المشكل، "يلزم وجود فهم أعمق للعملية للتنافس بفعالية، وفقًا لبات ثال، كبير المسؤولين التشغيليين/شريك مجموعة Prime Resource Group Inc، ويقوم المؤدي الذكي والقائد الذكي في وقتنا الحالي بتنفيذ نظام يقوم باستعراض مراحل العملية بشكل سليم وصولاً إلى تنفيذ المهمة المطلوبة.؛ وبمجرد إكمال المهمة، من المهم قيام فريق المبيعات بـ "البيع"، ويحتاج فريق المبيعات بفهم كيف سيقوم برنامج SDP بمساعدتهم في الإدارة وإنهاء الصفقات بصورة أفضل؛ مما يؤدي إلى منحهم الثقة والقيادة اللازمة لاستخدام النظام.